# Динамо-Авто (Тирасполь)
ФК «Динамо–Авто» (рум. FC Dinamo-Auto) — молдовський футбольний клуб з міста Тирасполь. Виступає у Національному дивізіоні Молдови. Домашні матчі проводить на стадіоні «Динамо-Авто» в селі Тернівка.

## Історія

### 2009—2013. Заснування і перші роки
Спочатку генеральним спонсором клуба була придністровська державна автомобільна інспекція, однак на сьогодні «Динамо-Авто» є приватним клубом. Президент клуба — колишній керівник ДАІ ПМР Дмитро Маргарінт.
У сезоні 2009/10 футбольний клуб дебютував в Дивизионі «Б» чемпіонату Молдови і посів перше місце. Завдяки цьому команда отримала право на виступ в Дивізіоні «A» наступного сезону. У сезоні 2010/11 «Динамо-Авто» посіло третє місце турнірної таблиці Дивізіону «A», у сезоні 2011/12 клуб посів 7-е місце. У сезоні 2012/13 клуб посів 3 місце в Дивізіоні «A», отримавши право на виступ в Національному дивізіоні наступного року. «Динамо-Авто» зробило ставку на молодих футболістів, переважно з місцевих шкіл.

### 2013—донині. Національний дивізіон
27 липня 2013 року команда дебютувала в Національному дивізіоні в матчі проти «Академії», який завершився перемогою динамівців з рахунком 2:0. Перед початком сезону клуб змінив логотип. 30 жовтня в 1/16 Кубку Молдови команда на виїзді з рахунком 4:0 обіграла «Гренічерул» и вийшла в наступний етап турніру. 27 березня 2014 року на стадії 1/8 фіналу кубку «динамівці» програли майбутньому переможцю турніру «Зімбру» на однойменному кишинівському стадіоні з рахунком 0:1 і завершили виступи у змаганні. У дебютному сезоні в національнім дивізіоні «автомобілісти» посіли 8 місце, що дозволило їм продовжити виступ в вищії лізі Молдови.
У серпні 2014 року на посаді головного тренера Дмитра Арабаджи замінив молдовський спеціаліст Микола Мандриченко. 3 вересня стало відомо, що клуб очолив вже інший молдовський спеціаліст — Ігор Негреску, а Микола Мандриченко став його помічником. Також у клуб перейшло одразу вісім гравців з футбольного клубу «Дачія» та «Дачія-2 Буюкань». У 1/4 фіналу кубку Молдови 2014/15 команда зустрічалась с кишинівським клубом «Дачія» і програла з рахунком 0:3. У грудні 2014 року футбольний клуб отримав ліцензію від Міністерства освіти ПМР на створення дитячо-юнацької футбольної школи.
У лютому 2015 року «Динамо-Авто» брало участь в турнірі «Balchik Cup 2015», клуб достроково став володарем цього трофею. Сезон 2014/15 команда завершила, як і попередній, на 8 місці. 29 червня стало відомо, що клуб вдруге очолив Микола Мандриченко.

## Досягнення
Національний дивізіон Молдови:
- 5 місце: 2015/16.

Дивізіон «А» чемпіонату Молдови:
- Бронзовий призер: 2012/13.

Дивізіон «Б» чемпіонату Молдови:
- Переможець: 2009/10 (група «Північ»).

Кубок Молдови з футболу:
- Півфіналіст: 2017/18.

Balchik Cup:
- Переможець: 2015.